# 람보르기니 아벤타도르
람보르기니 아벤타도르 LP700-4(Lamborghini Aventador LP 700-4, 스페인어 발음: [aβentaˈðoɾ])는 람보르기니에서 2011년부터 2022년까지 생산했던 2도어 2시트 스포츠카이다. 2002년부터 2010년까지 생산한 무르시엘라고의 후속 모델이며, 2011년 제네바 모터쇼에서 처음으로 공개됐다. 훨씬 전에는 스파이샷 등으로 언론에 자주 노출됐으며, 모터 쇼에서 공개되기 전에도 자동차 잡지가 엠바고를 깨고 사진을 공개하거나, 모터 쇼 무대 뒤에서 행사 준비 중인 차량 사진이 유출되기도 했다.

## 이름
람보르기니의 전통에 따라 투우계와 관련된 이름이 사용됐다. 이름이 공개되기 전에는 미우라의 경주 모델이었던 미우라 조타의 이름을 그대로 사용할 것이란 소문이 있었다. "조타(Jota)의 부활"이라고 부르며 무르시엘라고의 후속 차량 이름은 람보르기니 조타가 될 것이라는 소문이었다. 이후 학생들이 디자인한 람보르기니의 차세대 컨셉트 자동차를 람보르기니가 공개하면서 무르시엘라고와 똑같은 6.5리터 V12 엔진이 탑재된 우루스(Urus) 컨셉트 모델을 발표되며 사람들은 무르시엘라고의 후속 차량 이름이 람보르기니 우루스라고 추측했다.
최초로 아벤타도르(영어: Aventador)라는 이름을 사용한 곳은 미국의 자동차 전문 웹진 GTSPIRIT이었다. 2010년 12월 15일, GTSPIRIT은 위장막에 가려져 있긴 하지만 무르시엘라고의 후속 차량 사진을 공개하며 사진 속 차의 이름을 아벤타도르 LP700-4라고 밝혔다. LP는 '렝기튀니나 포스티리어', 즉 세로배치 방식의 엔진을 말하는 것이고, 700-4는 700마력 4륜구동을 말한다.
차의 이름은 람보르기니의 전통 답게 투우계에서 이름을 널리 떨친 황소의 이름에서 따왔다. 스페인의 투우사 돈 셀레스티노 콰드리 비데스(Don Celestino Cuadri Vides)의 아들이 키우던 소의 이름이 아벤타도르였다. 아벤타도르는 32번을 달고 1993년 스페인의 사라고사에서 열린 투우경기에 참여했다. 경기에서 아벤타도르는 투우사 "Trofeo de la Peña La Madroñera"와 거칠게 싸워 많은 피를 흘려 유명해졌다.

## 사양

### 성능
성능면에서 이번 람보르기니는 코너링이 가장 좋아졌다. 그리고 가속 성능을 버리지 않고 오히려 더 높였다. 무르시엘라고와 비교해 보자면 무르시엘라고는 640마력, 최대토크 67.3토크에 4륜구동, 그리고 1665Kg의 엄청난 무게의 괴물이지만 아벤타도르는 무르시엘라고보다 60마력 높은 700마력, 최대토크는 3토크 높은 70.3토크, 그리고 무르시엘라고보다 90kg이나 가벼운 1575kg으로 무르시엘라고보다 한참 더 뛰어난 가속 성능을 가지고 있다.
아벤타도르에는 푸시로드 서스펜션을 넣었다고 하는데, 무르시엘라고를 타던 사람들은 아벤타도르를 타고서 코너링을 돌면 "람보르기니가 대체 이 차에 무슨짓을 한걸까"라고 하며 탄성을 내지를 수 밖에 없을 것이다.
아벤타도르는 엔진의 출력도 올라가고, 무게감량과 코너링부분에서 모두 성공했기 때문에 완벽하다는 생각이 단박에 든다.

### 카본 파이버와 모노코크
오랫동안 람보르기니에서 카본 파이버와 관련된 일을 한 호라시오 파가니(Horacio Pagani)가 떠나며 그 후에 만들어진 디아블로와 무르시엘라고에 적극적으로 카본 파이버를 활용하지 못했다. 무르시엘라고에 이르러서 카본 파이버로 차대와 차체를 만들기 시작했지만 1.6톤에 이르는, 성능과 반대로 무게가 무거웠다.
이런 단점을 극복하기 위해 람보르기니는 무르시엘라고의 후속 차량에 무게를 줄이려 노력한다. 하지만 V12 엔진이 올라가는 기함 모델의 무게를 카본 파이버 기술만으로 줄일 수는 없었다. 때문에 세미 모노코크 기술과 카본 파이버 기술을 이용하게 된다. 세미 모노코크는 섀시를 만들고, 그 위에 카본 파이버를 덧씌우는 방법으로 차대와 차체를 만들었다. 결과적으로 차의 품질을 높였고, 제조 방법이 바뀜에 따라 가격이 내려갔다.사내 코드네임은 LB834(쿠페)와 LB835(로드스터)이다

### 엔진과 변속기
V12 엔진도 알루미늄과 카본 파이버를 활용했다. 700마력의 최고출력과 70.3의 최대토크를 자랑하는 6.5리터급 V12 엔진의 무게는 고작 235킬로그램에 불과하다. V12 엔진을 버텨내는 새로운 7단 반자동 변속기는 이탈리아의 그라치아노 트라스미시오니(Graziano Trasmissioni)가 만들었다. 맥라렌 12C에도 여기서 만든 변속기가 탑재된다. 싱글 클러치 방식임에도 불구하고 변속 시간이 5만분의 1초에 불과하다.

### 주행능력
람보르기니가 공식적으로 밝힌 제로백 가속 성능은 2.9초이다.제한된 최고속도는 350km/h이다. 람보르기니 무르시엘라고의 본래 속도는 360km/h였으나,제한된 속도가 340km/h였다.람보르기니 아벤타도르의 최고속도는 370km/h이다.

## 파생 차종

### 아벤타도르 로드스터 (2013년~2016년)

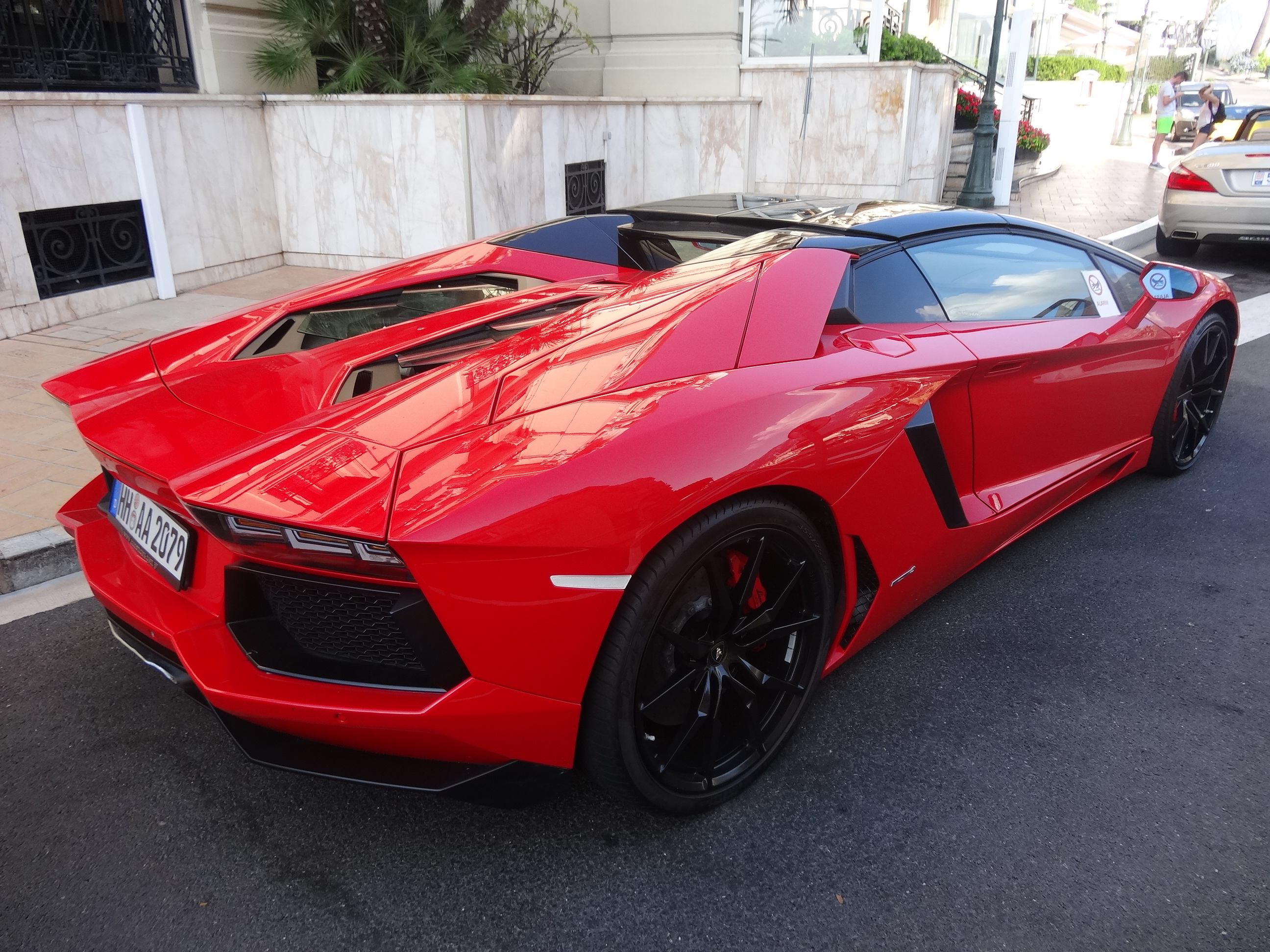
람보르기니 아벤타도르 LP 700-4 로드스터

2012년 12월 27일에 발표되었다. 쿠페 버전과 동일한 V12 엔진을 장착한 람보르기니는 0–97 km/h (0–60 mph)에서 2.9초에 가속할 수 있으며 최고 속도는 349 km/h (217 mph)이다.
착탈식 루프는 각각 무게가 6kg(13lb)인 두 개의 탄소 섬유 패널로 구성되어 있으며 구조적 무결성 손실을 보상하고 엔진의 전복 방지 및 환기 시스템을 수용하기 위해 리어 필러의 보강이 필요했다. 패널은 쉽게 제거할 수 있으며 전면 트렁크에 보관된다. 아벤타도르 로드스터는 독특한 엔진 커버 디자인과 부착 가능한 윈드 디플렉터를 사용하여 초고속에서 실내 공기 흐름을 개선할 뿐만 아니라 A-필러, 윈드실드 헤더, 루프 패널 및 리어 윈도우 영역에 유광 블랙 마감을 적용했다. 총 중량이 1,625 kg (3,583 lb)인 이 모델은 쿠페보다 단 50 kg (110 lb) 더 가볍다.

### 아벤타도르 SV LP 750-4 (2015년~2017년)

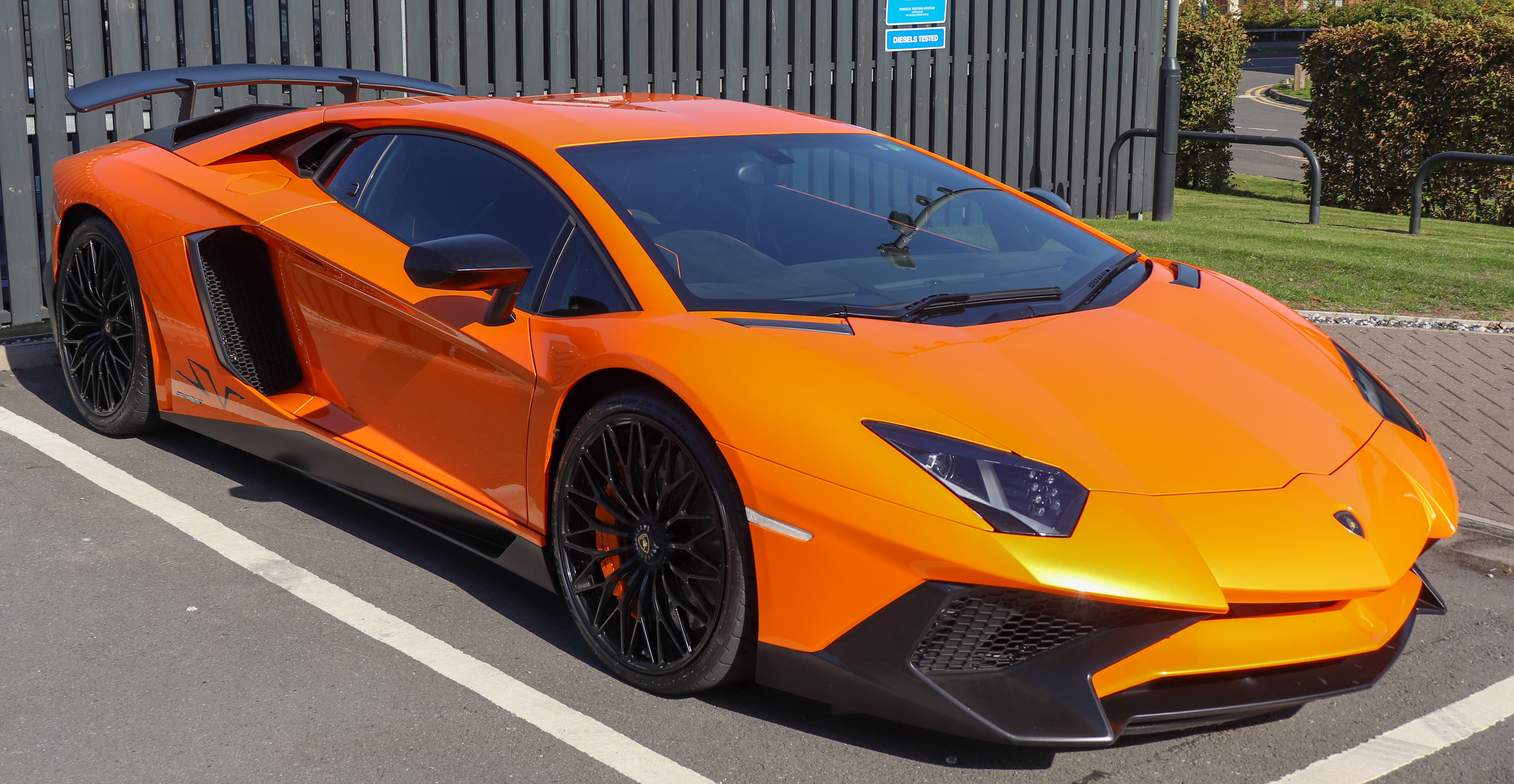
람보르기니 아벤타도르 SV

2015년 제네바 모터쇼에서 발표되었다. 표준 쿠페의 700 PS (515 kW; 690 hp)에서 최대 출력이 750 PS (552 kW; 740 hp)로 증가된 업그레이드된 파워트레인이 특징이다. 자동차 내부와 외부 모두에서 탄소 섬유 사용 증가로 50 kg (110 lb)의 무게 감소와 결합된 SV LP 750-4는 1hp 대 2kg의 중량 대비 출력을 제공한다. 또한 표준 모델에 비해 180% 증가한 다운포스와 함께 개선된 공기 역학을 특징으로 한다.

### 아벤타도르 SV LP 750-4 로드스터 (2016년, 2017년)

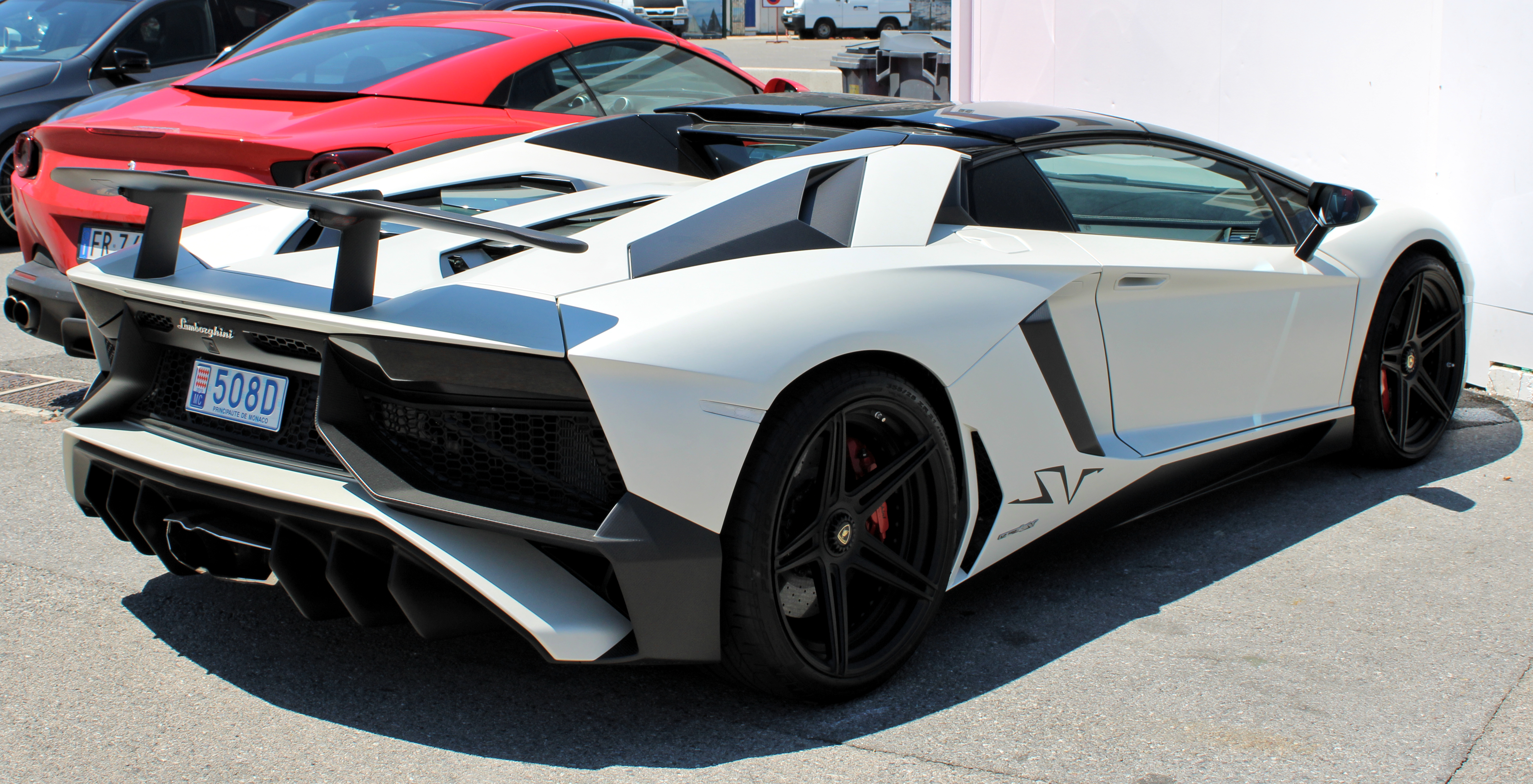
람보르기니 아벤타도르 SV 로드스터

2015 페블 비치 콩쿠르 델레강스에서 공개되었다. 표준 로드스터처럼 트렁크에 보관할 수 있는 소형 2피스 탄소 섬유 하드톱이 특징이다. 수많은 중량 감소 조치로 로드스터의 무게는 1,575 kg (3,472 lb)으로 낮아졌으며, 이는 표준 로드스터보다 50 kg (110 lb) 더 가볍다.고객 인도는 2016년 1분기에 시작되었으며 생산량은 500대이다.

### 아벤타도르 S LP 740-4 (2016년~2021년)

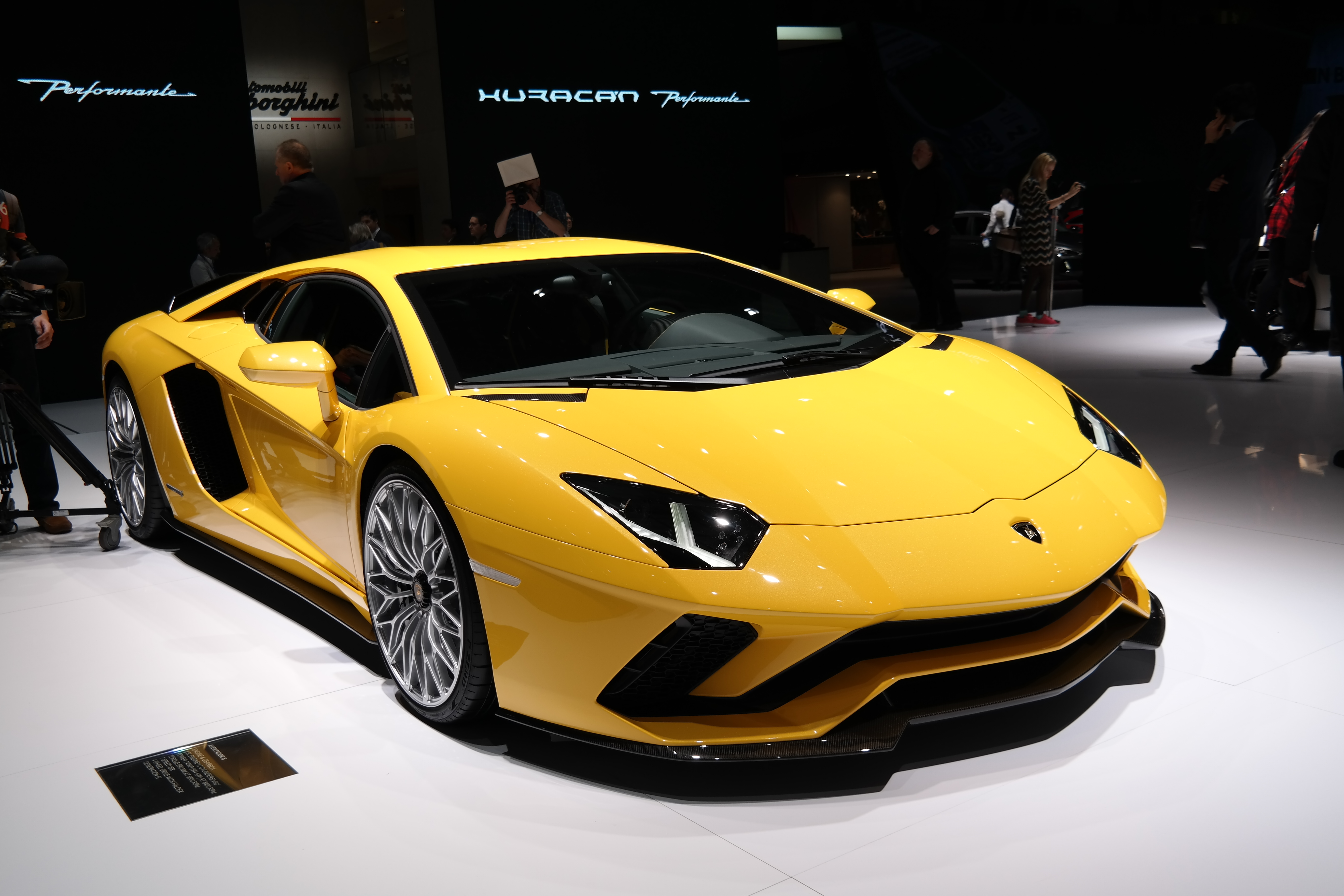
2017 제네바 모터쇼에서 공개된 아벤타도르 S

2016년 12월 19일 산타가타 공장에서 공개되었다.공식 공개는 2017년 3월 제네바 모터쇼에서 이루어졌다. 아벤타도르 LP 700-4의 기계적 및 외부 변경 사항을 업데이트한 것이며 업데이트된 차량의 외관은 람보르기니의 디자인 책임자인 Mitja Borkert가 디자인했다.6.5리터 V12 엔진은 현재 8,400rpm(40PS(39hp, 29kW))에서 740 PS (544 kW; 730 hp)로 평가되며, 이는 오리지널 아벤타도르의 690 N·m (509 lb·ft) 토크보다 높다.2.9초 만에 0에서 97km/h까지 가속할 수 있으며 최고 속도는 349 km/h (217 mph)이다.

### 아벤타도르 S LP 740-4 로드스터 (2017년~2021년)

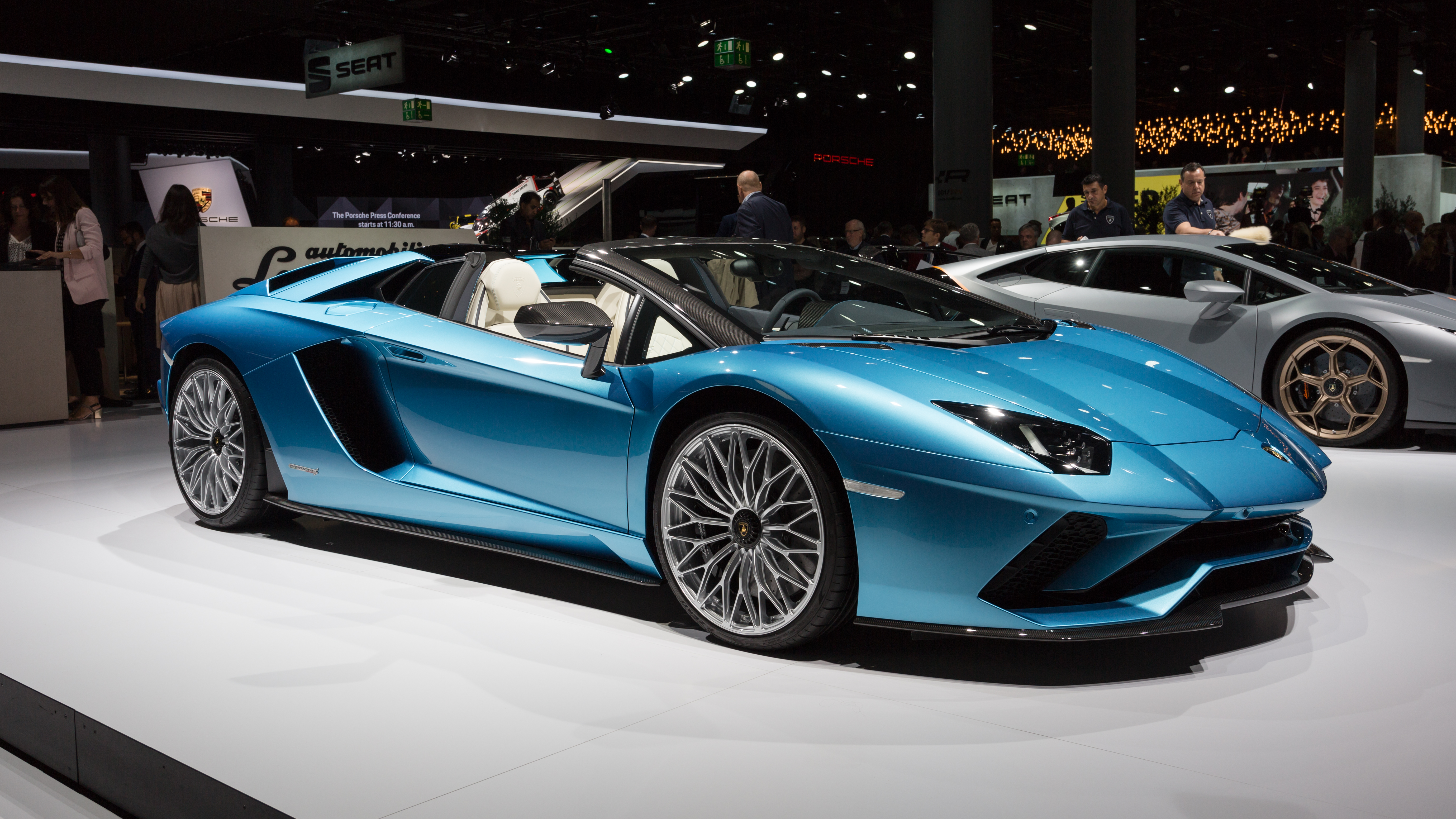
2017년 프랑크푸르트 모터쇼에서 공개된 아벤타도르 S 로드스터

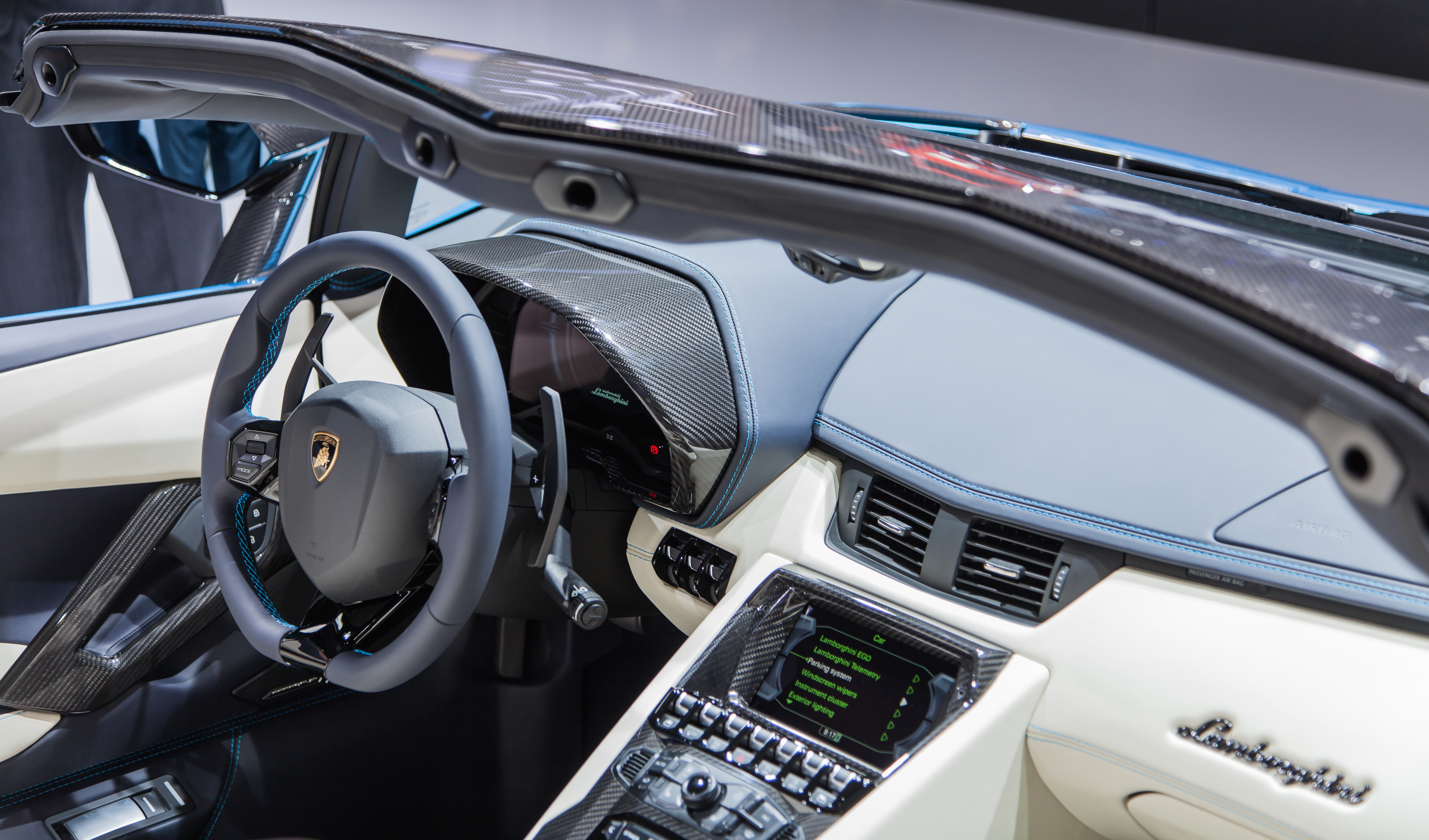
내부

2017년 프랑크푸르트 국제 모터쇼에서 후속했다. 로드스터는 엔진 커버(표준 아벤타도르 로드스터와 동일), 두 개의 탄소 섬유 제거 가능한 루프 패널(차 앞 칸에 보관할 수 있는 0–60 mph (0–97 km/h) 미만의 전비중량) 및 새로운 옵션 휠 로드스터는 섀시 강화 구성 요소로 인해 쿠페보다 50 kg (110 lb) 더 무겁다.

### 아벤타도르 SVJ LP 770-4 (2018년~2021년)

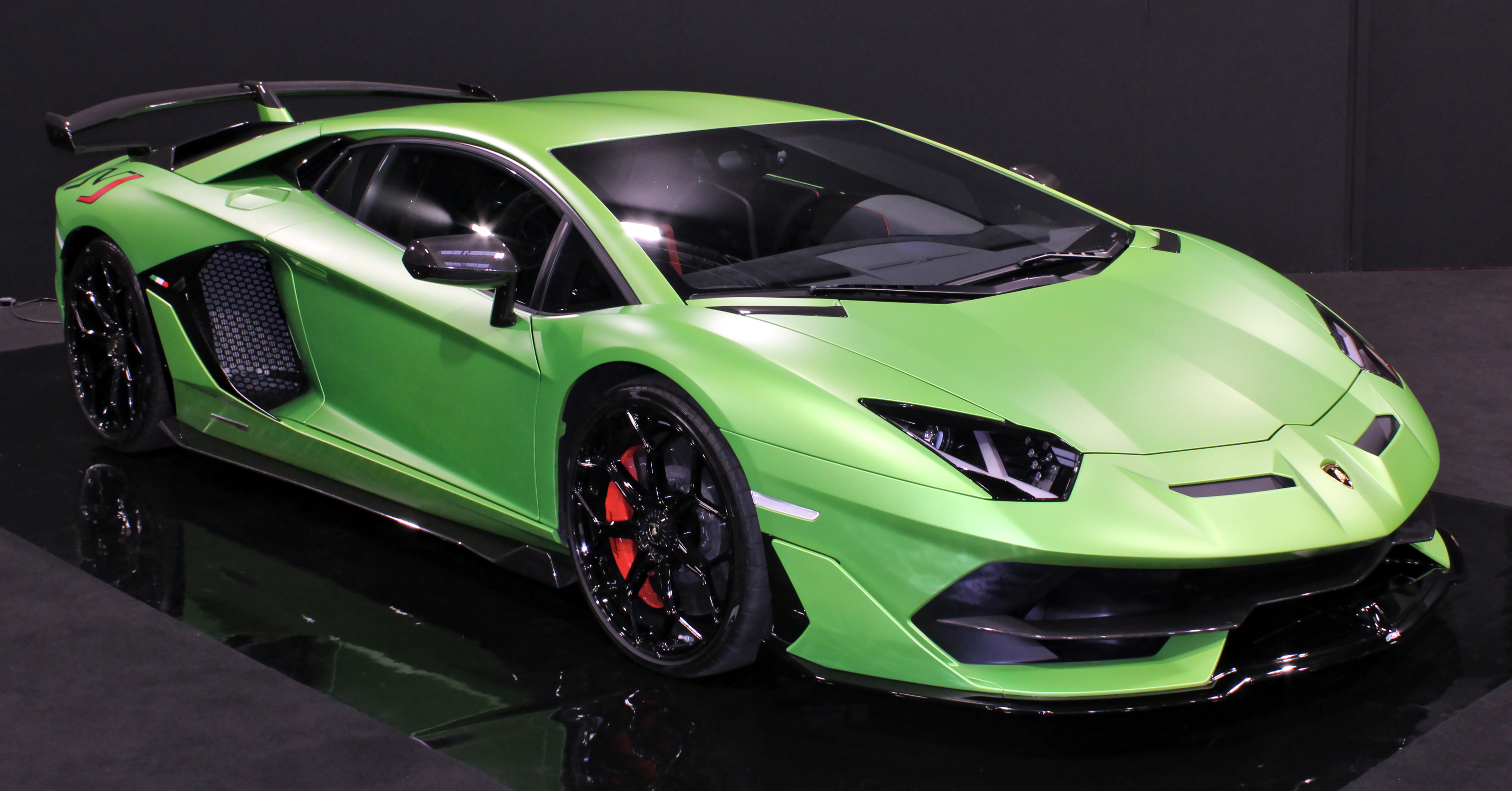

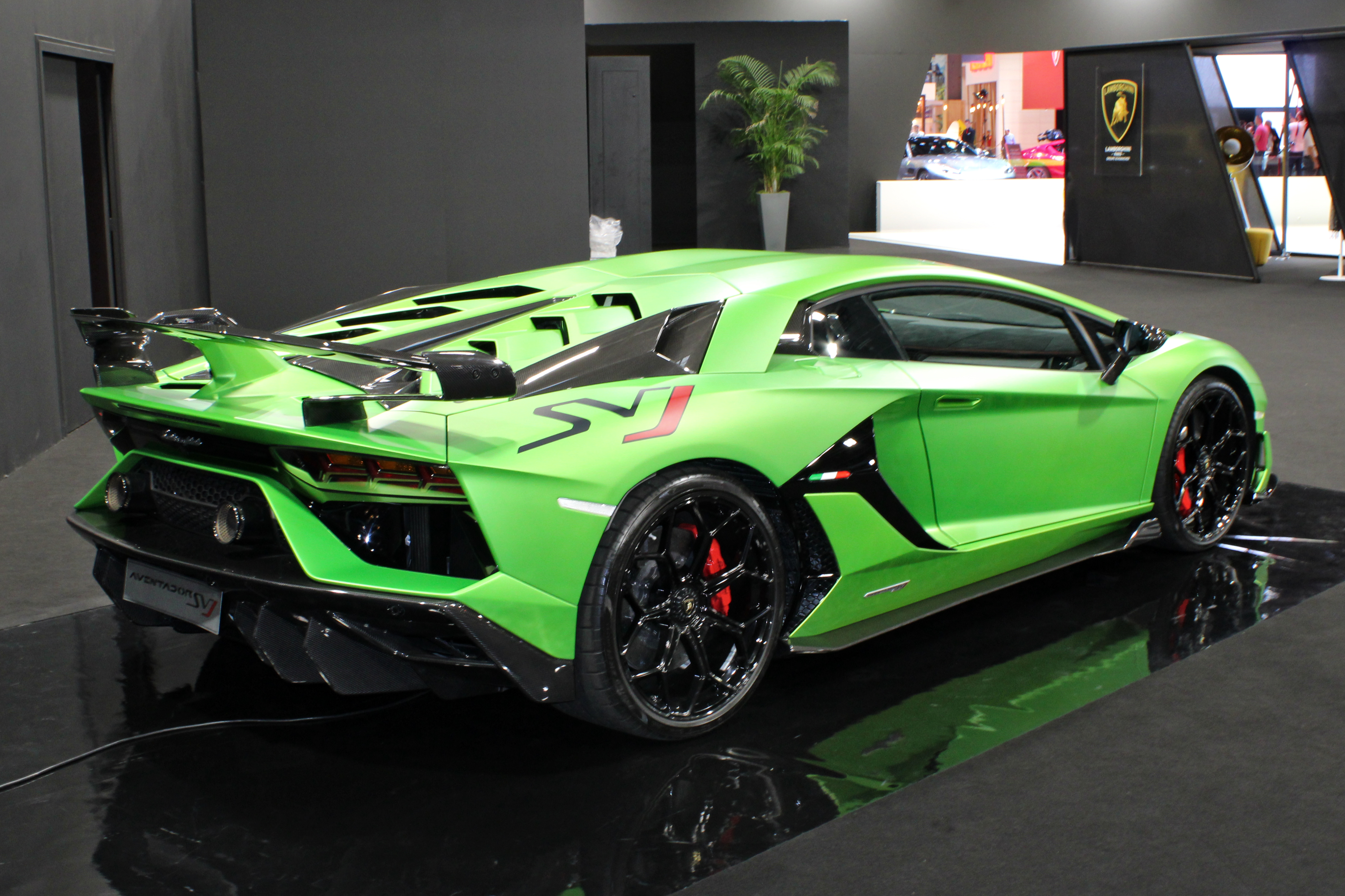
후방

2018 Pebble Beach Concours d' Elegance에서 공개된 아벤타도르 SVJ (Super Veloce Jota→슈퍼 벨로체 조타)는 아벤타도르 S의 트랙 데이 스포츠카이며 아벤타도르 SV보다 개선된 차종이다.

### 아벤타도르 SVJ LP 770-4 로드스터 (2019년~2021년)
2019년 제네바 모터쇼에서 공개되었고, SVJ 버전의 로드스터 모델이다. 현재 국내 배기 인증이 된 걸로 알려져 있다. 성능은 쿠페 모델과 동일하다.

### 아벤타도르 LP780-4 Ultima (2021년)

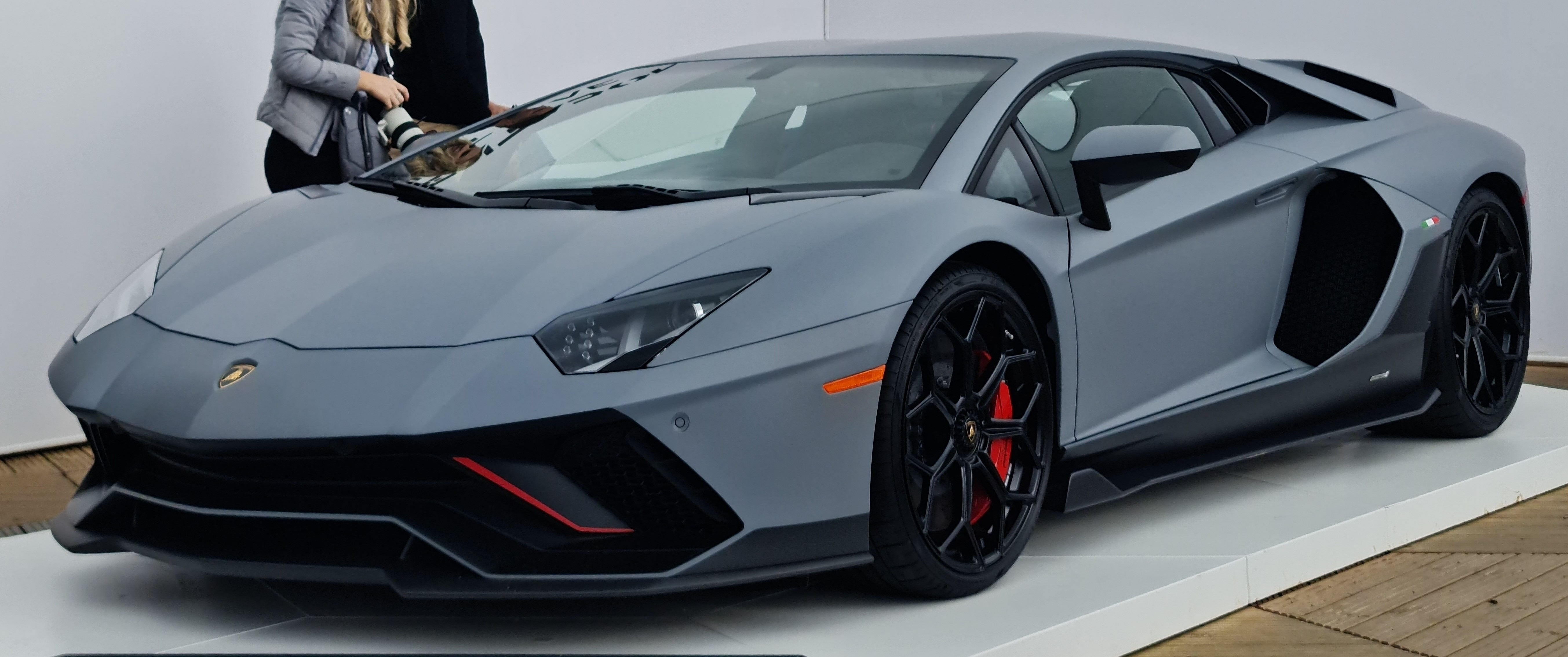
아벤타도르 LP780-4 얼티매의 전면부

2021년 7월 람보르기니 소셜 채널의 시사회에서 발표되었다. 생산 대수는 총 600대(쿠페 350대, 로드스터 250대)이다. 아벤타도르 S 및 SVJ의 모든 표준 기능을 갖추고 있다. 최대 출력 780PS(574kW, 769hp)와 아벤타도르 SVJ와 동일한 720 N·m (531 lb·ft)의 토크를 생성한다. 람보르기니는 0–100 km/h (0–62 mph)에서 2.8초 만에 가속할 수 있다고 주장하였다. 최고 속도는 356 km/h (221 mph)라고 하였다. 쿠페는 1,550 kg (3,417 lb)의 연석 중량을 주장하였다. 또한 모든 람보르기니 아벤타도르의 생산이 2021년 말까지 중단될 것이라고 발표되었다.

## 스페셜 에디션

### 아벤타도르 J

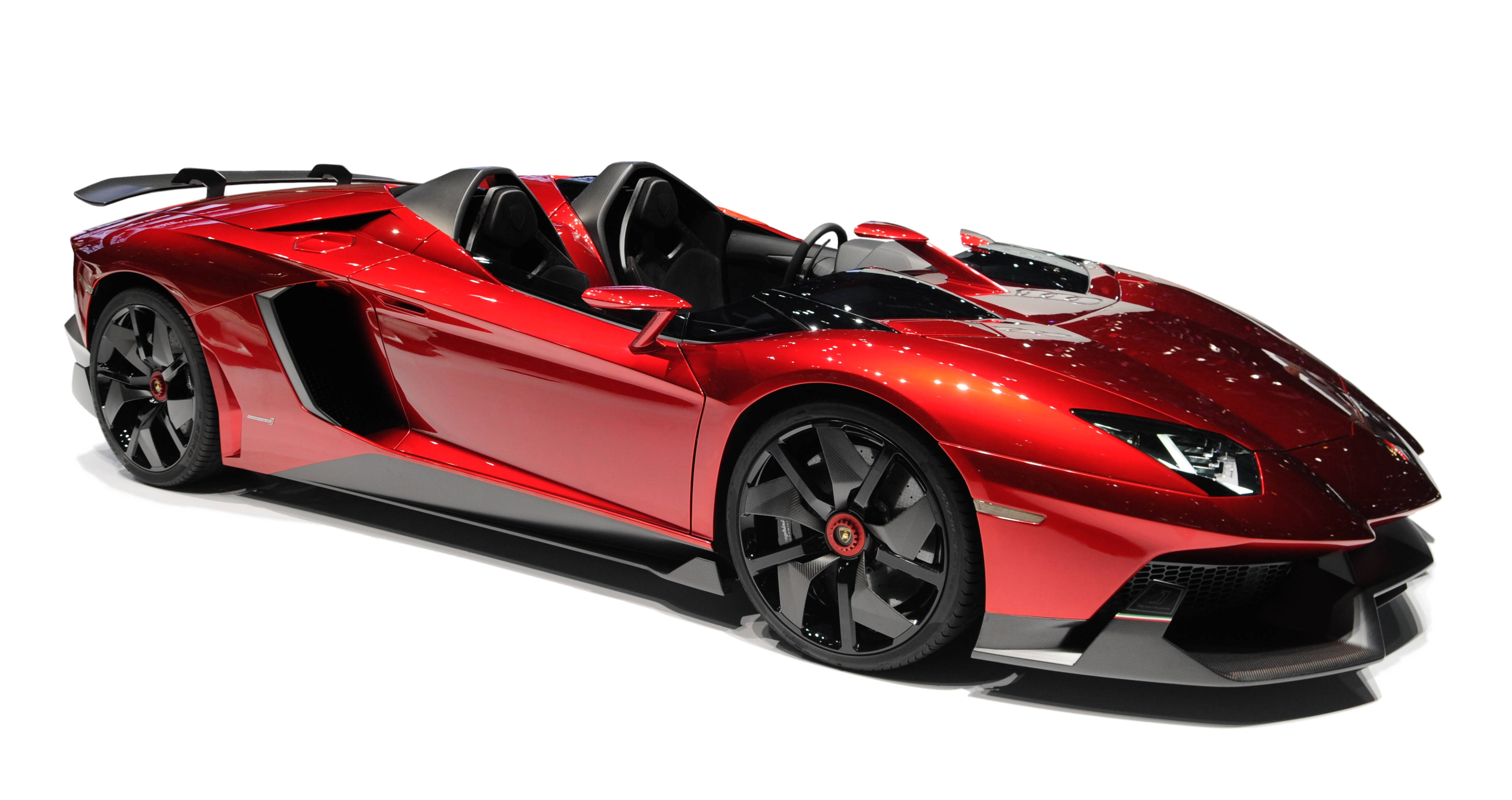
람보르기니 아벤타도르 J

2012년 제네바 모터쇼에서 선보였다. 이 차량은 아벤타도르의 로드스터 버전이며, 전 세계에 1대만 존재한다.

### 아벤타도르 드림라이너 에디션 (2012년)
아벤타도르 LP 700-4 쿠페 버전으로 보잉 787 드림라이너의 파란색과 흰색 차체 색상과 피치 블랙 휠을 적용했으며 2012년 항공우주 및 방위 공급업체 서밋에서 공개되었다.

### 아벤타도르 LP 720-4 50주년 에디션 (2013년)

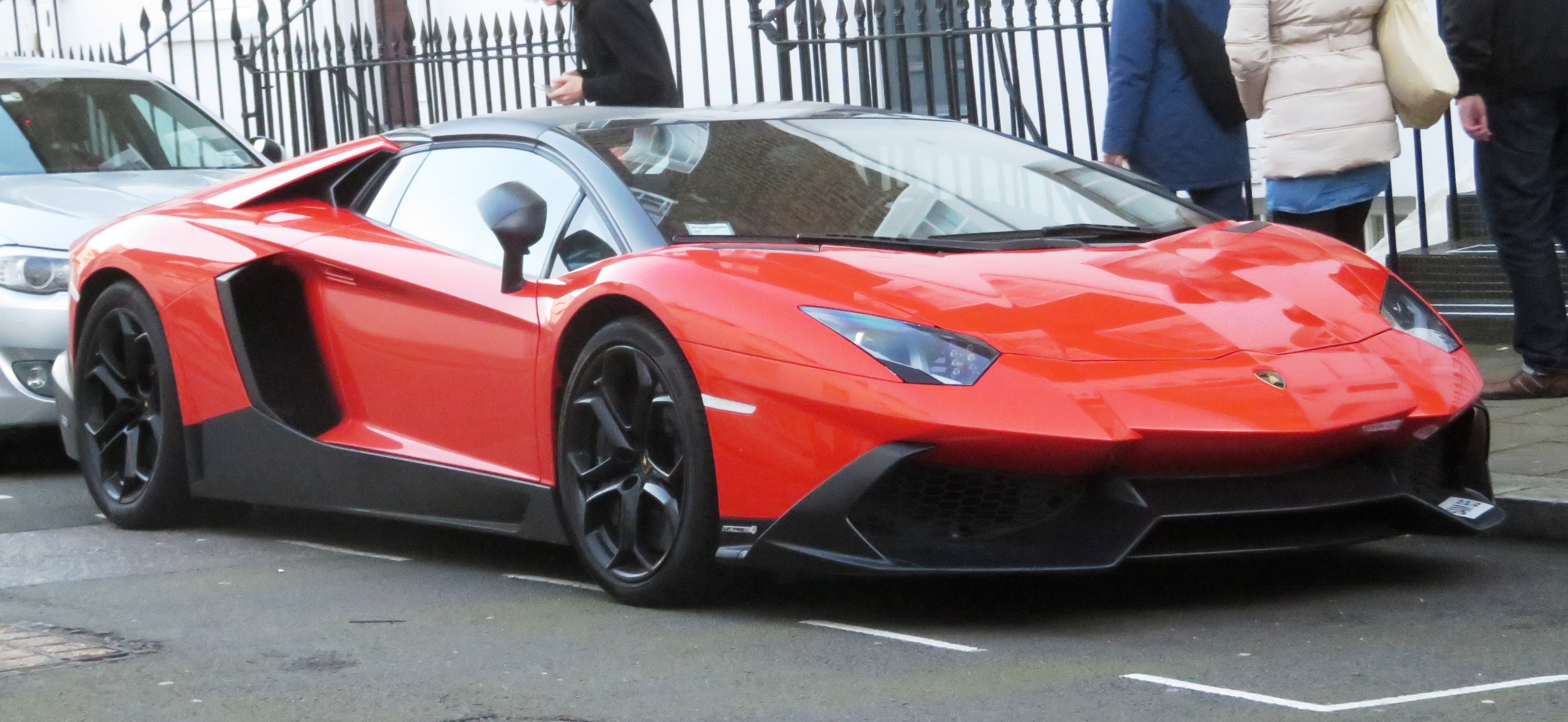
람보르기니 아벤타도르 LP 720-4 50주년 에디션

람보르기니의 창립 50주년을 기념하는 아벤타도르 LP 700-4의 한정판 (쿠페 100대, 로드스터 100대) 버전이다. 새로운 특정 엔진 보정을 통해 720 PS (530 kW; 710 bhp)로 증가된 엔진 출력, 확대 및 확장된 전면 공기 흡입구 및 공기역학적 스플리터, 측면에 설정된 작은 플랩, 확대된 디퓨저와 확장된 메시워크가 특징인 새로운 후면 끝이 포함되어 있다. 엔진실 환기를 더욱 향상시키는 모델 전용 Giallo Maggio(이탈리아어로 "5월 노란색") 차체 색상은 투명하고 반사율이 높은 입자 층이 있는 반짝이는 노란색 도색을 특징으로 한다.
쿠페는 2013 상하이 모터쇼에서 공개되었고로드스터는 2013년 Quail Motorsports Gathering에서 공개되었다.

### 아벤타도르 피렐리 에디션 (2014년)

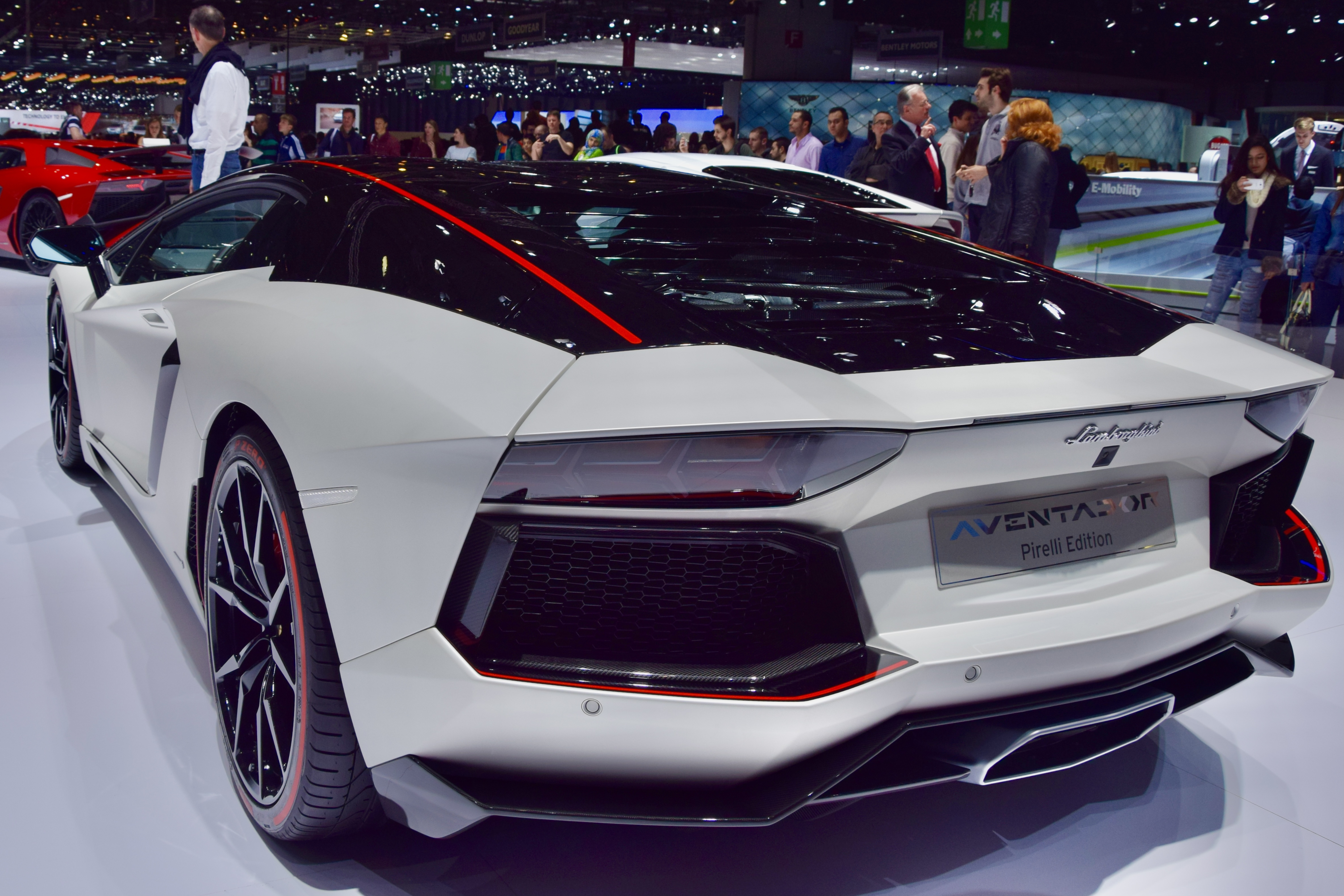
람보르기니 아벤타도르 피렐리 에디션의 후방

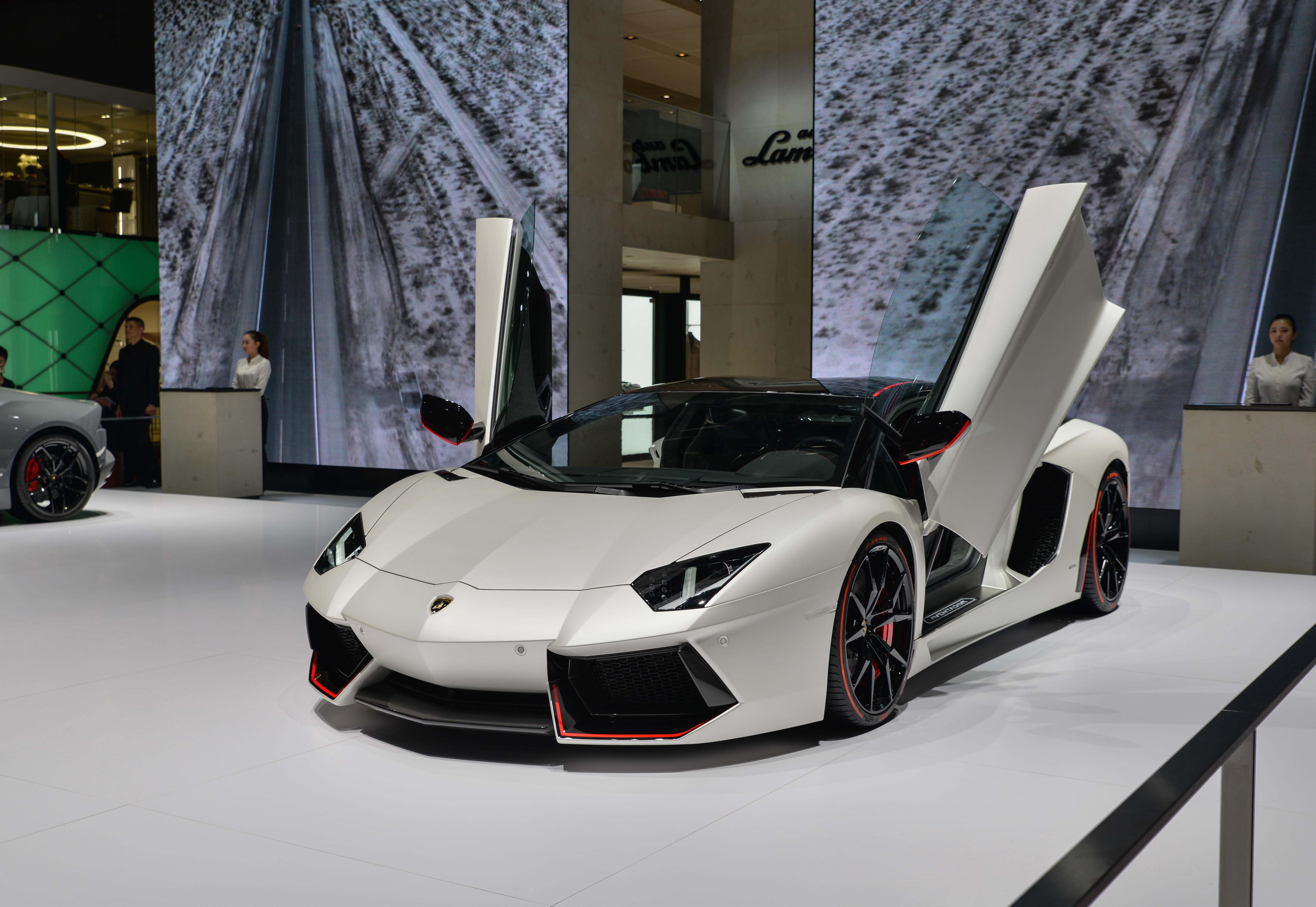
람보르기니 아벤타도르 피렐리 에디션

아벤타도르 LP 700-4 피렐리 에디션은 2014년 12월에 발표되었다. 람보르기니와 피렐리의 50년 간의 관계를 기념하는 이 제품은 지붕을 가로지르는 얇은 빨간 줄무늬가 있는 피렐리 타이어를 연상시키는 디자인과 색상 구성이 특징이다.스페셜 에디션은 쿠페와 로드스터 형태로 출시되었다.

### 아벤타도르 미우라 오마주 (2016년)

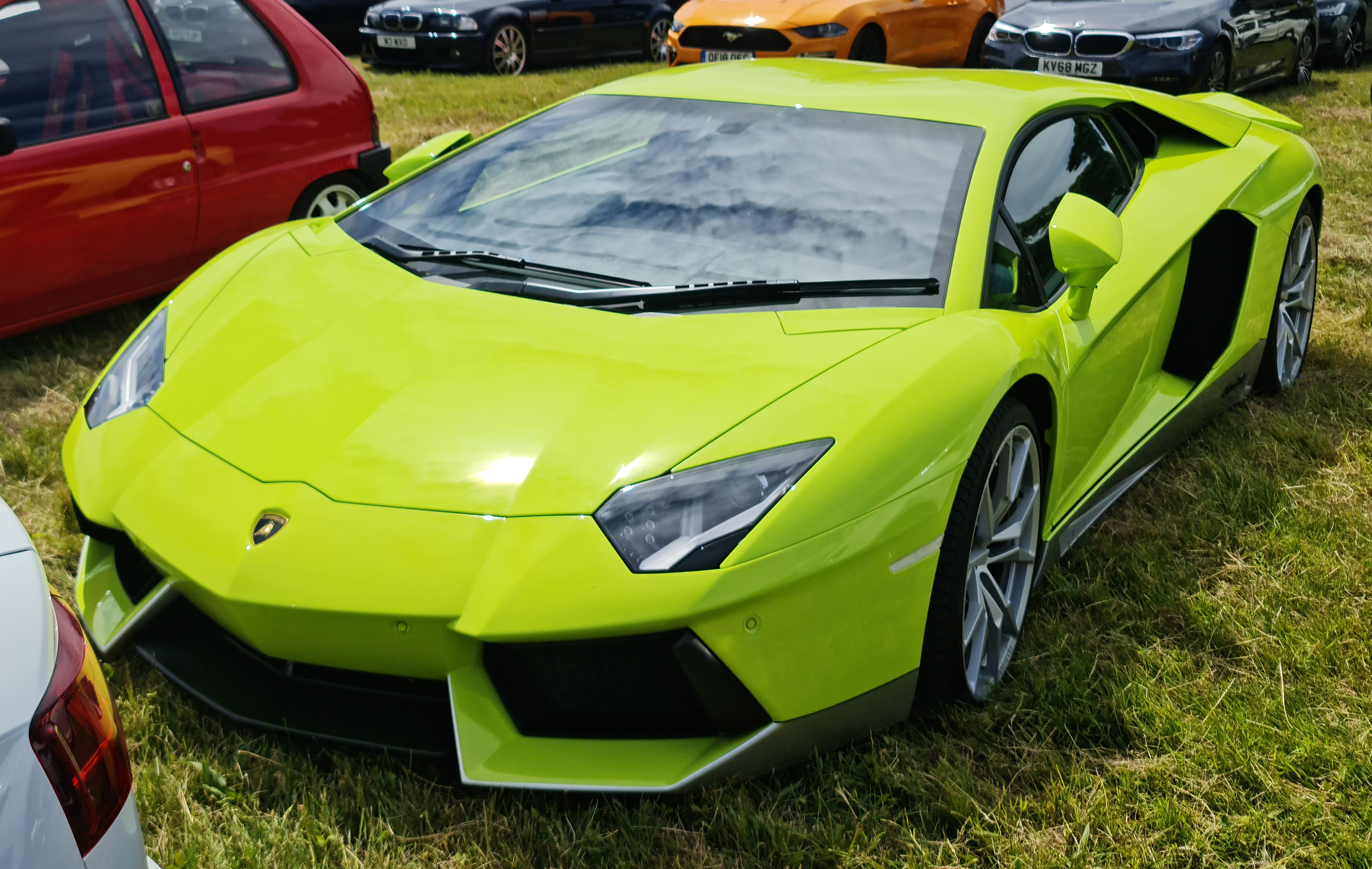
아벤타도르 미우라 오마주

2016년 6월에 발표되었으며 람보르기니 최초의 슈퍼카인 람보르기니 미우라의 생산 50주년을 기념하며 미우라 오렌지 레드, 베르데 스캔들 및 블루 타히티가 기본 페인트로 제공되고 골드 또는 실버가 보조 페인트로 제공되는 투톤 페인트 작업이 특징으로 무광 은색 또는 금색의 20인치 전면 및 21인치 후면 휠로 제공되었다. 내부 색상은 네로 에이드 또는 테라 에밀라 가죽으로 제한되었다. 탄소 섬유 액센트가 표준으로 제공되었다. 좌석에는 금색 또는 은색 스티치로 제공되는 "Miura 50th 로고"가 있다.생산 대수는 총 50대이다.

### 아벤타도르 SVJ 63
회사 창립 연도(1963년)를 기념하는 스페셜 에디션인 아벤타도르 SVJ "63 에디션"은 차량에 63이라는 숫자가 더 눈에 띄는 특별한 흰색 상징이 특징인 첫 번째 판매를 위해 제공되며 단 63대로 제한된다. 전체 생산대수는 63대를 포함해 총 963대로 제한되며 인도는 2019년 초부터 시작되었다.

### 아벤타도르 SVJ 로드스터 Xago 에디션
2020년 7월 17일 표준 SVJ 로드스터를 기반으로 새로 생성된 Ad Personam 스튜디오의 가상 버전 고객을 위해 공개되었다. 토성의 육각형 폭풍우에서 영감을 받아 자동차의 외부 색상 구성표는 120시간이 걸렸고 내부가 일치하도록 다시 작업되는 데 80시간이 더 걸렸으며 10대만 생산하였다. 기술 사양은 SVJ 로드스터와 동일하다.

### 아벤타도르 S 코리안 에디션
일반 아벤타도르 S에 대한민국 사양 스타일이 특징이며, 2021년 8월에 공개되었으며, 4대 생산 및 전량 대한민국에서 판매한다.

## 아벤타도르를 기반으로 제작된 모델

### 베네노
아벤타도르 LP700-4를 기반으로 한 한정된 원-오프 슈퍼카이며, 람보르기니의 50주년을 기념하기 위해 개발되었다. 2013년 제네바 모터쇼에서 공개되었다. 출시 당시 가격은 미화 4,000,000달러이고, 세계에서 가장 비싼 생산 차량 중 하나이다.

### 센테나리오

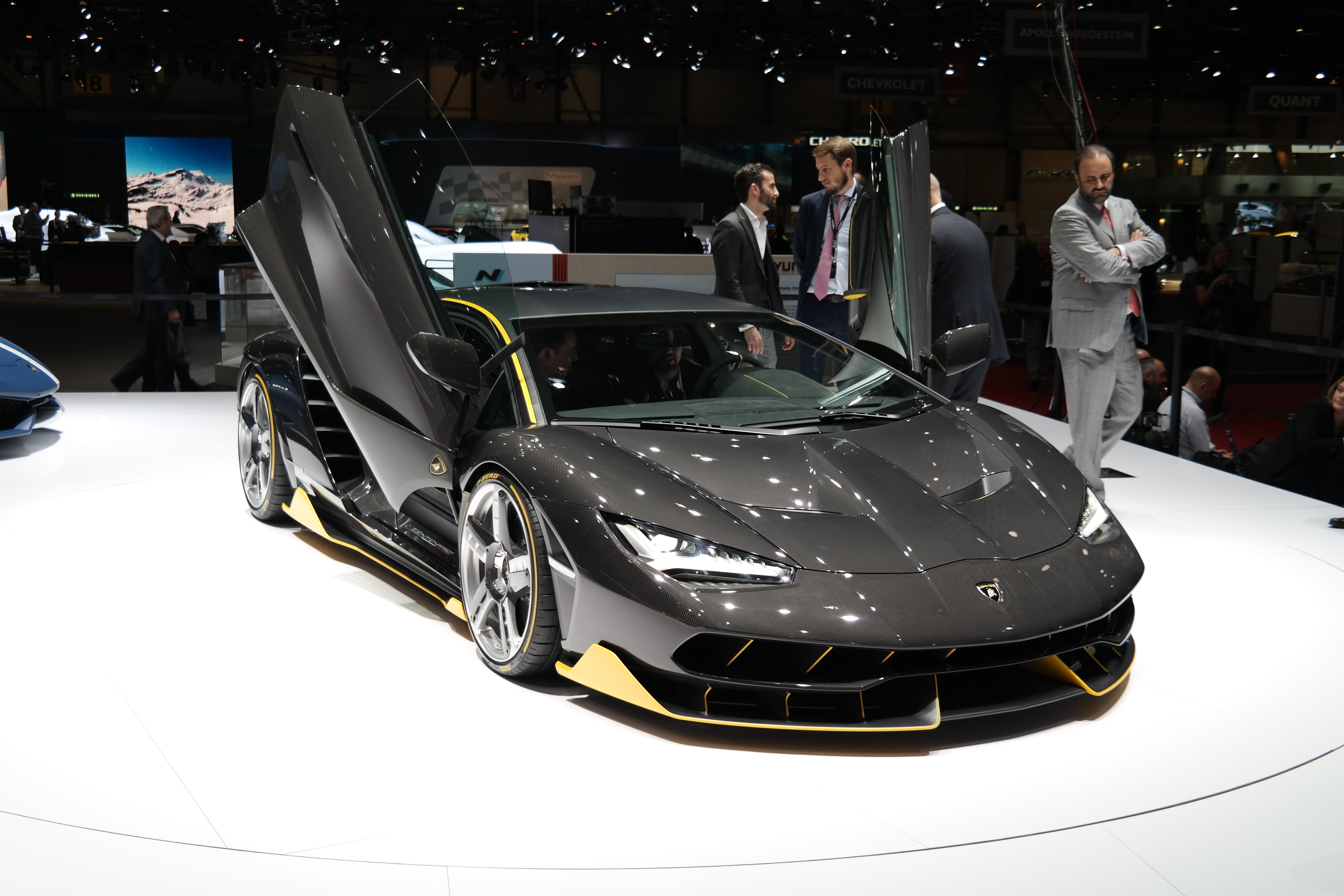
제네바 모터쇼에서 공개된 람보르기니 센테나리오

람보르기니의 창립자인 페루치오 람보르기니의 출생 100주년을 기념하기 위하여 제작된 차종이다.

### SC18 알스톤

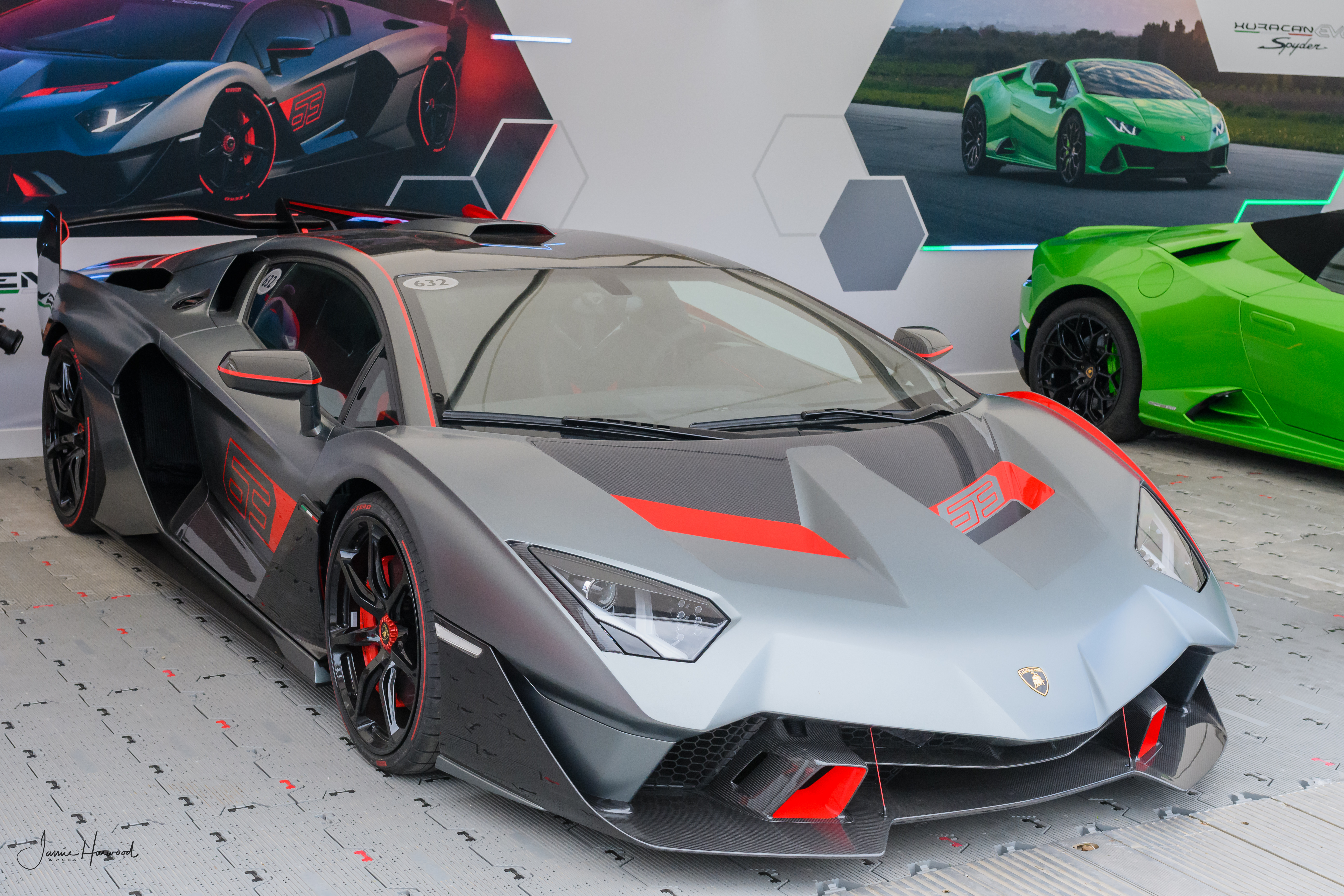
SC18 알스톤

2018년 11월에 소개된 SC18 알스톤은 람보르기니의 모터스포츠 부문인 스콰드라 코르세와 긴밀한 협력을 통해 고객을 위해 제작된 원-오프 트랙 차종이다. 아벤타도르 SVJ를 기반으로 제작된 SC18 알스톤은 우라칸 GT3 및 우라칸 슈퍼트로페오 에보에서 가져온 공기 역학적 요소를 통합한다.

### 시안 FKP 37

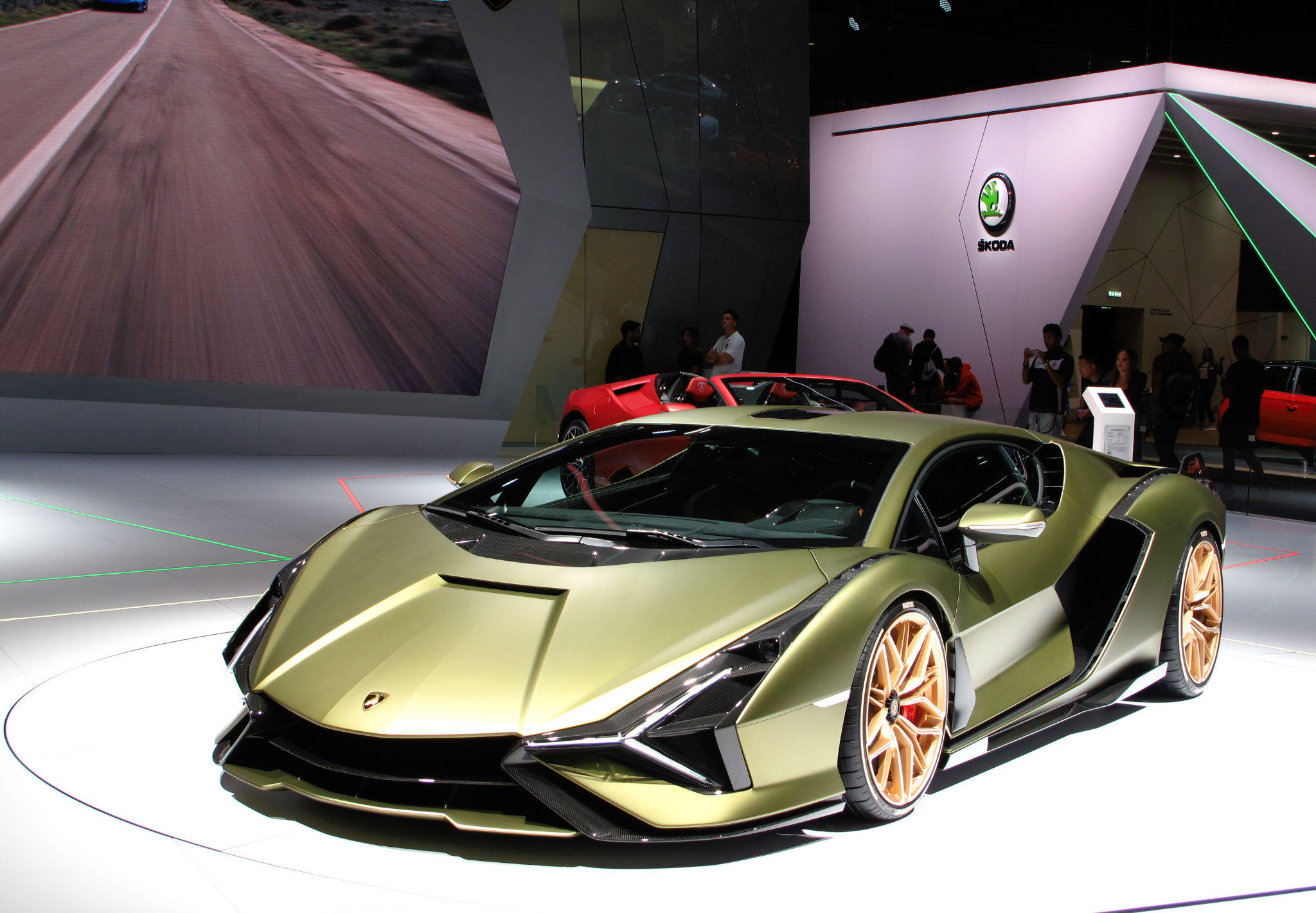
2017 프랑크푸르트 모터쇼에서 공개된 시안 FKP 37

람보르기니가 제작한 최초의 하이브리드 슈퍼카로, Ferdinand Karl Piëch (이니셜에 자동차 이름이 새겨져 있음)와 그의 출생 연도인 1937 (마지막 두 자리가 구성)을 기리기 위해 제작되었다. 최고 출력은 아벤타도르 SVJ의 재구성 된 6.5리터 자연 흡기 V12와 리어 액슬의 슈퍼커패시터로 구동되는 전기 모터에서 발생하며 총 808 hp (603 kW; 808 hp; 819 PS)%s의 Sián을 생산하는 가장 강력한 람보르기니의 차종이다. 2019년 9월 3일에 온라인을 통해 공개되었다.

### 에센자 SCV12

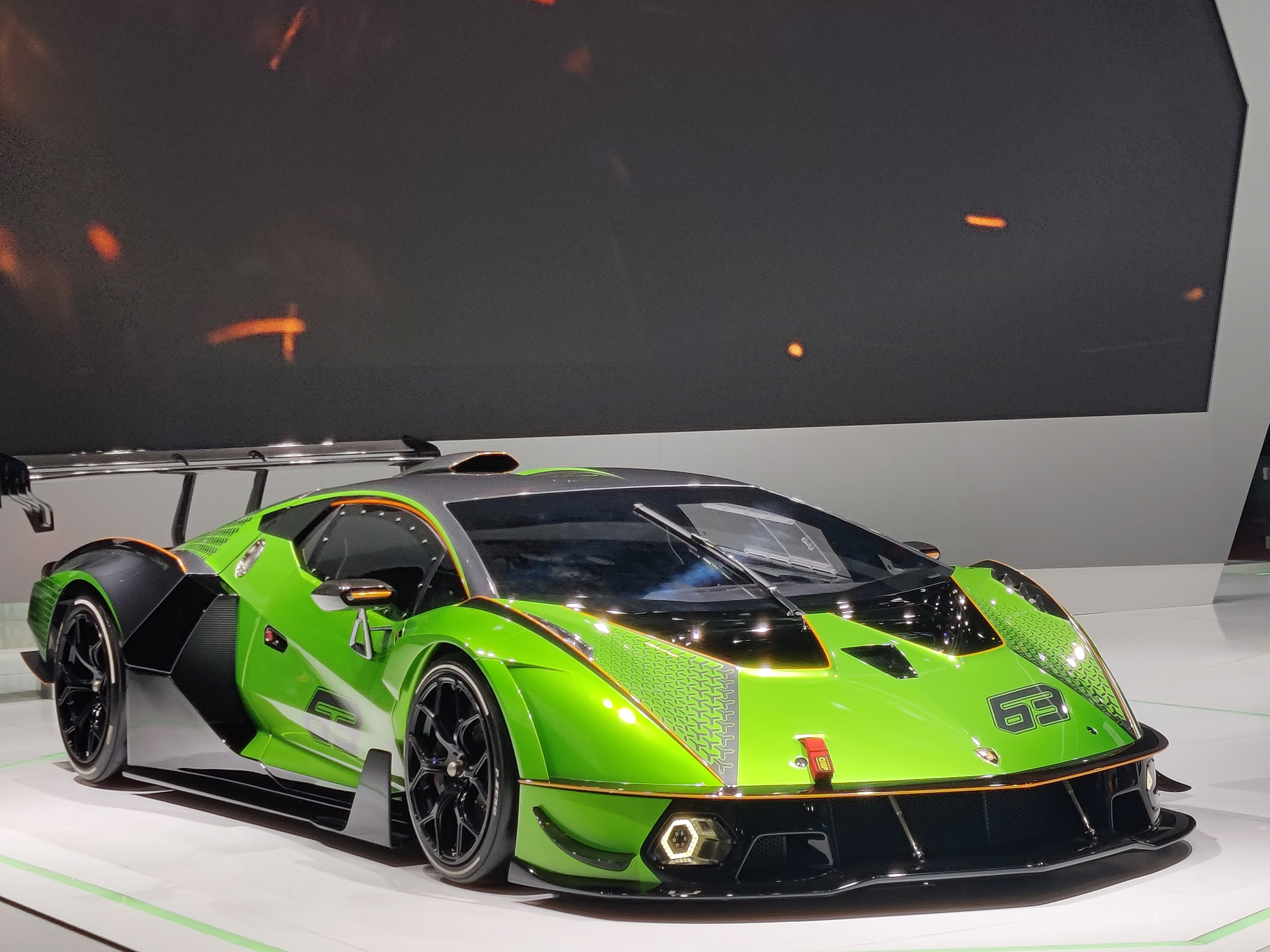
람보르기니 에센자 SCV12

스콰드라 코르세 레이싱 부문에서 이탈리아의 스포츠카 생산회사 람보르기니가 제조한 트랙 전용 스포츠카이다.

### SC20
2020년 12월, 람보르기니는 람보르기니의 모터스포츠 사업부인 스콰드라 코르세와 긴밀한 협력을 통해 고객을 위해 제작된 원-오프 트랙 데이 차종인 SC20을 출시하였다. 아벤타도르 SVJ LP770-4와 동일한 엔진을 사용하며, 아벤타도르 J와 같은 전면 유리는 없지만 도로가 합법적이며 후방 조명은 시안 FKP 37의 것과 유사하다.

### 쿤타치 LPI 800-4

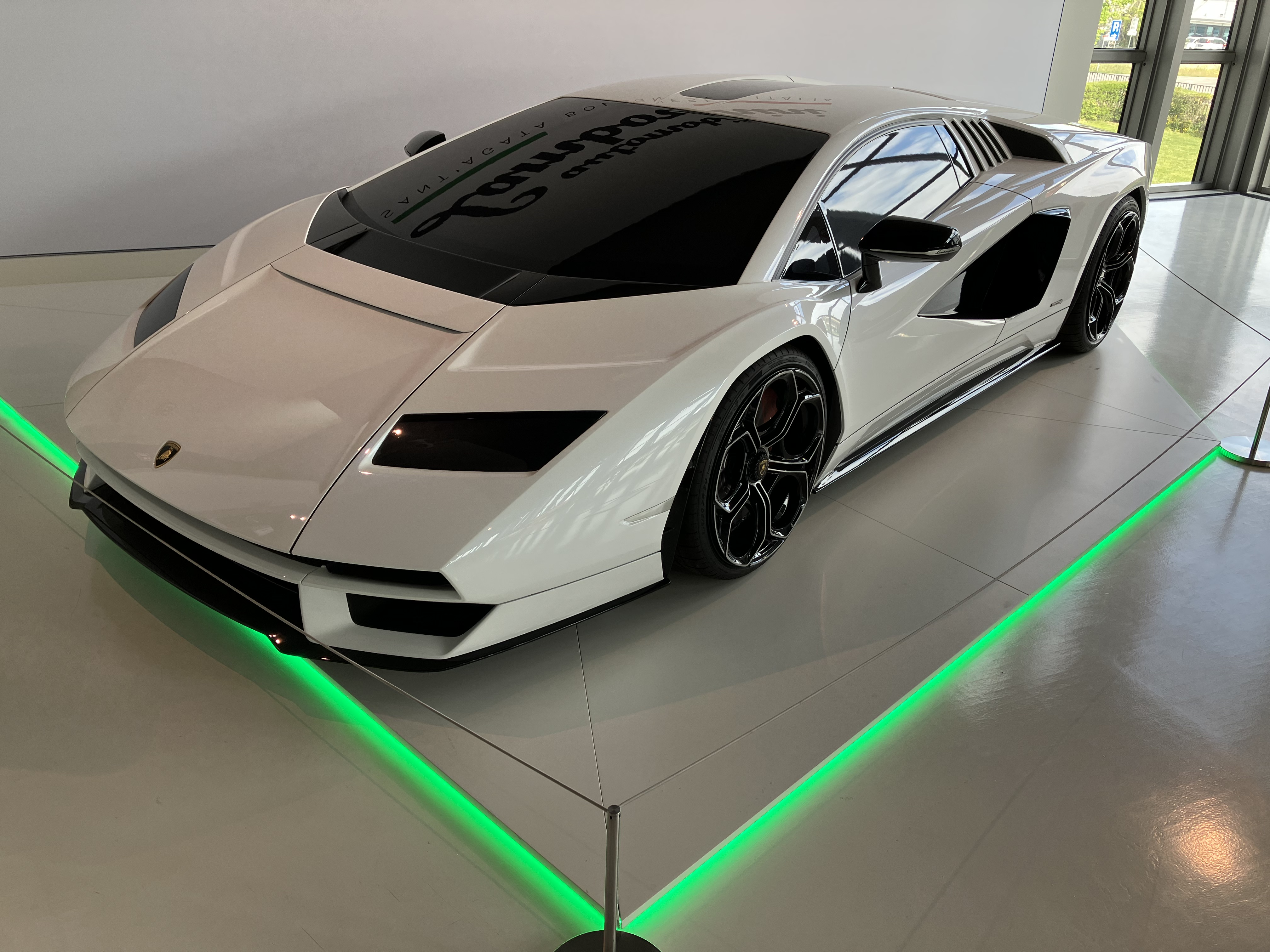
람보르기니 쿤타치 LPI 800-4

람보르기니 미우라 이후 제작된 V12 양산차인 람보르기니 쿤타치에서 영감을 받아 2021년에 제작된 한정판 하이브리드 자동차이다. 외부 디자인은 쿤타치와 시안 FKP 37에서 채택되었다. 2.8초 만에 0에서 100 km/h (62 mph)까지 가속할 수 있으며 최고 속도는 355 km/h (221 mph)이다. 생산량은 112대로 제한된다.

## 생산
총 4,000대 한정으로 생산하기로 정해졌다. 무르시엘라고는 4,099대가 만들어졌다. 마지막 500대와 그 외에 별도의 여덟 대는 한 번에 주조한 카본 파이버 모노코크로 만들어진다.
| 연식 | 생산댓수                 | 쿠페  | 로드스터 |
| ---- | ------------------------ | ----- | -------- |
| 2011 | 447                      | 447   | –        |
| 2012 | 976 (922 deliveries)     | 958   | 18       |
| 2013 | 1,113 (1,001 deliveries) | 710   | 403      |
| 2014 | 1,110 (1,128 deliveries) | 456   | 654      |
| 2015 | 1,079 (1,003 deliveries) | 666   | 413      |
| 2016 | 1,160                    | 587   | 573      |
| 2017 | 1,286                    | 1,008 | 278      |
| 2018 | 1,216                    | 578   | 638      |
| 2019 | 1,005                    | 786   | 219      |
| 합계 | 9,392                    |       |          |

## 비디오 게임에서의 등장
- 3D운전교실 - 아벤타도르 SV
- 아스팔트 8: 에어본 - 아벤타도르, 아벤타도르 SV, 아벤타도르 SVJ, SC20
- 아스팔트 9: 레전드 - 아벤타도르 J, 아벤타도르 SV, 아벤타도르 SVJ 로드스터, SC18, SC20
- 니드 포 스피드 엣지
- 포르자 호라이즌4
- 빔엔지.드라이브
- 3d운전게임

## 갤러리

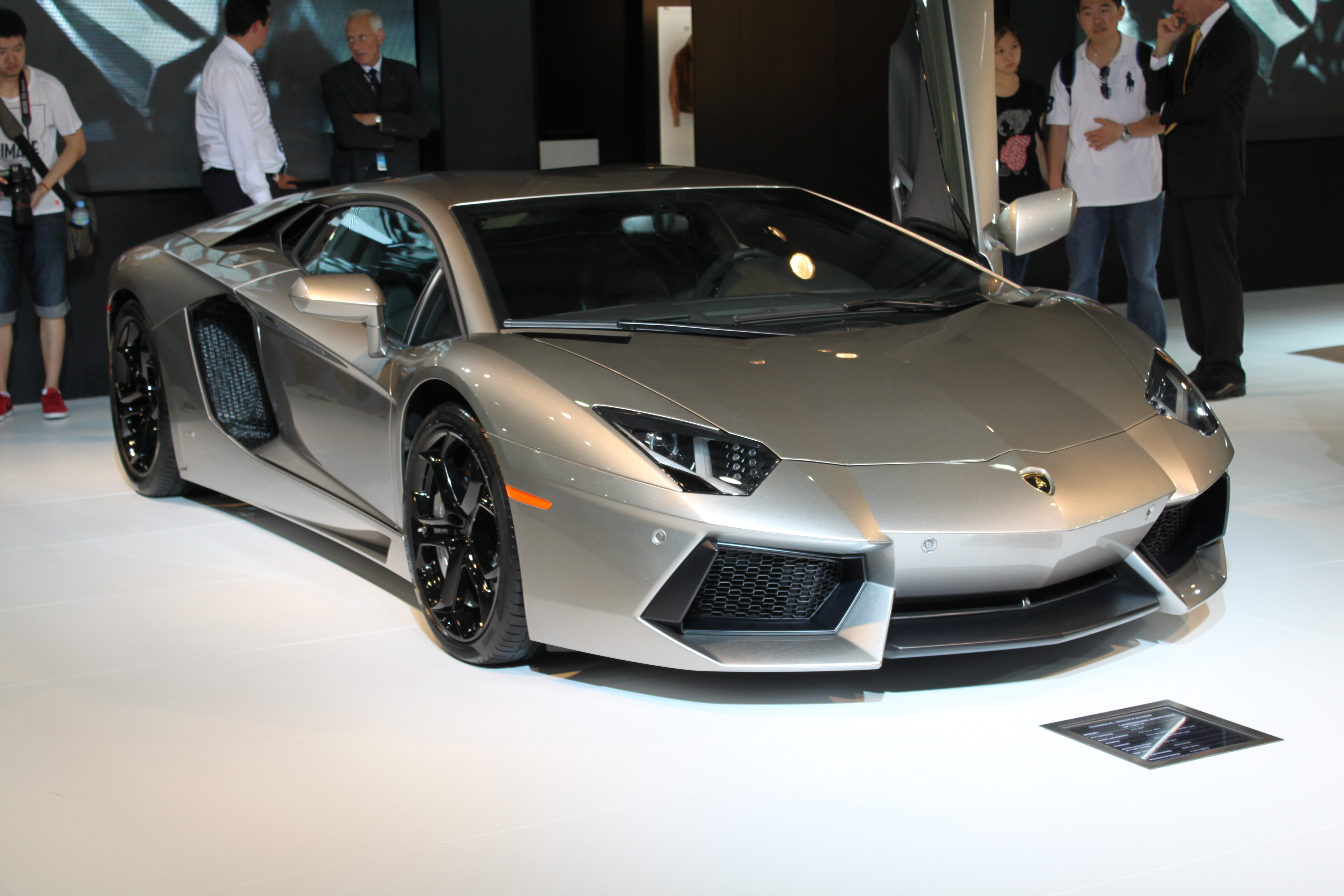
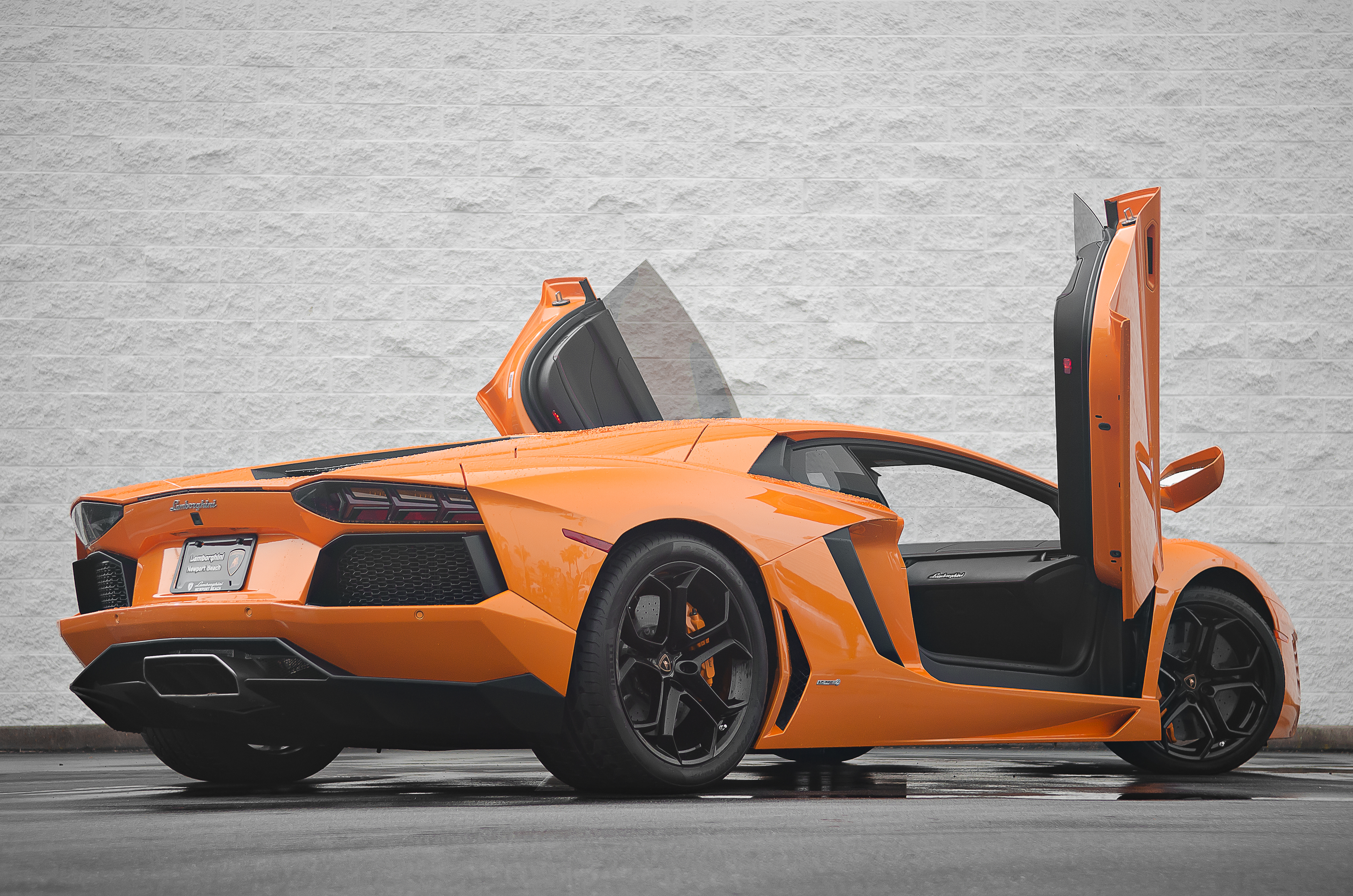
시저 도어를 열어놓은 아벤타도르
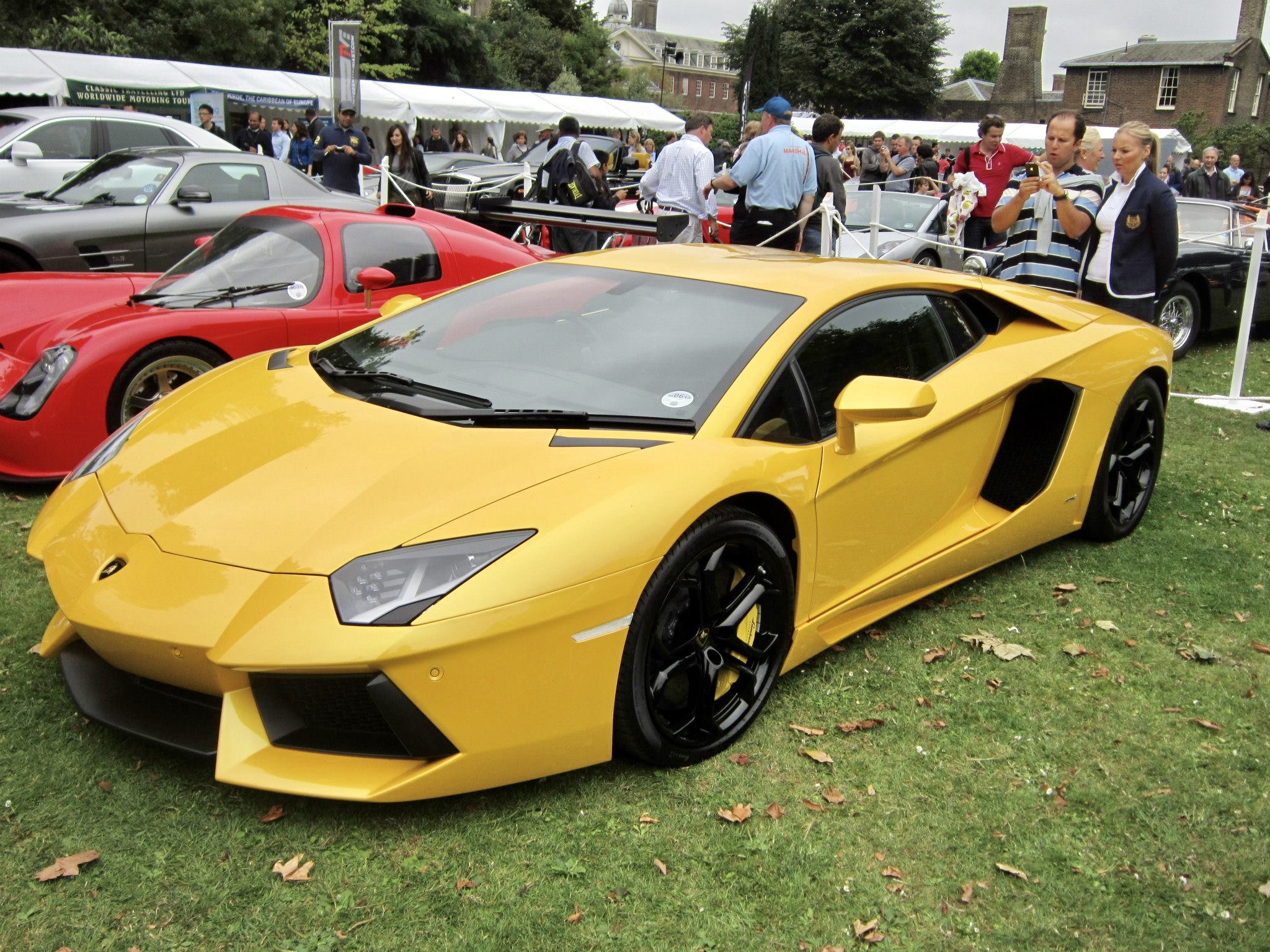

## 같이 보기
- 람보르기니 센테나리오
- 람보르기니 베네노
- 람보르기니 시안